# Arnhem
Arnhem  este un oraș în Țările de Jos, reședința provinciei Gelderland. 

## Localități componente
Arnhem, Elden, Schaarsbergen.